# بوتش وولفولك
بوتش وولفولك (بالإنجليزية: Butch Woolfolk)‏ هو لاعب كرة قدم أمريكية أمريكي، ولد في 1 مارس 1960 في ميلواكي في الولايات المتحدة.

## وصلات خارجية
- بوتش وولفولك على موقع مرجع كرة القدم المحترفة.كوم (الإنجليزية)
- بوتش وولفولك على موقع كلية كرة القدم في سبورتس رفرنس.كوم (الإنجليزية)